# Tickellhornvogel

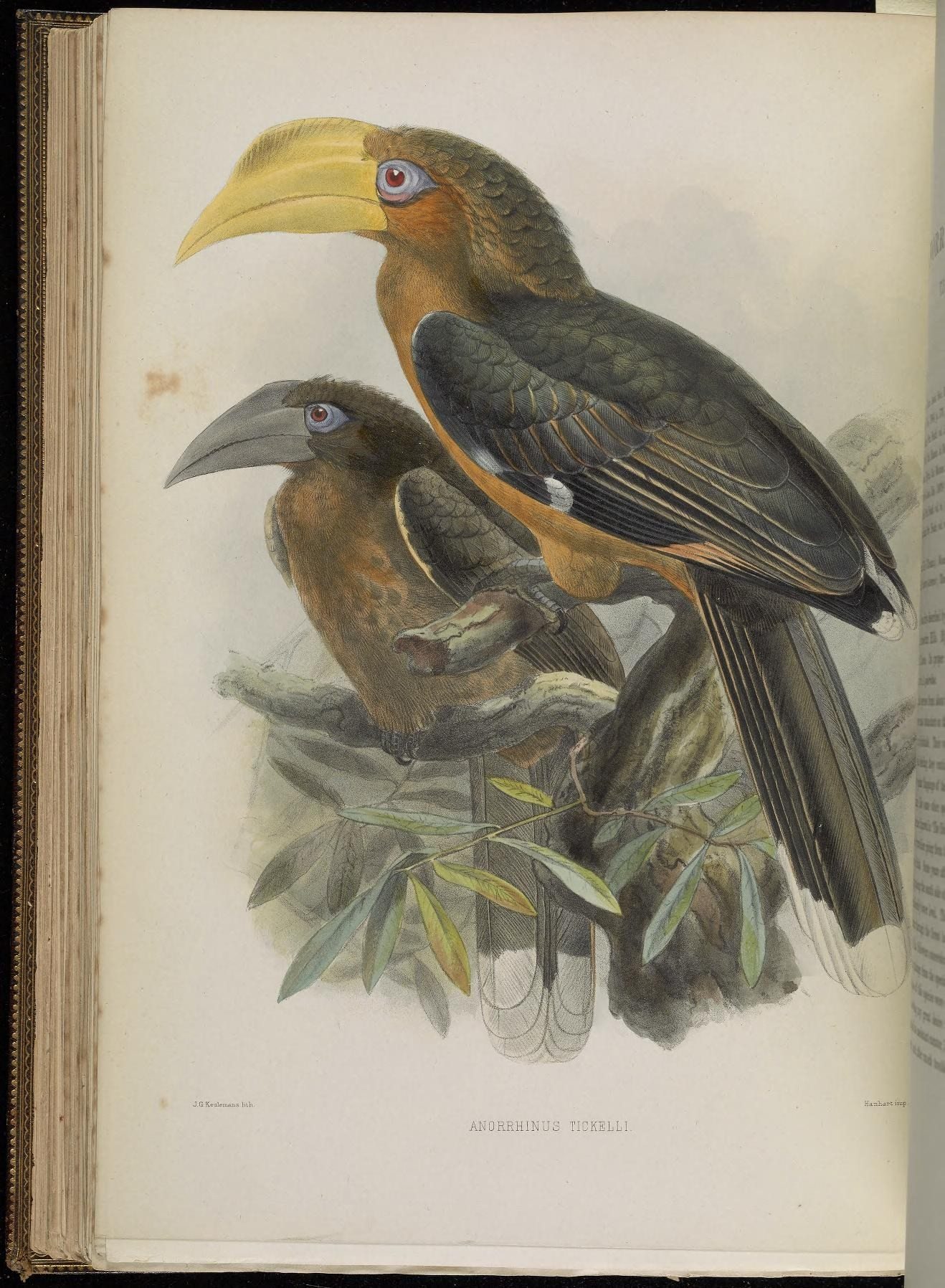
Zeichnung eines Paares des Tickellhornvogels aus einem Buch von Daniel Giraud Elliot

Der Tickellhornvogel (Anorrhinus tickelli), auch Rostbauch-Hornvogel genannt, ist eine asiatische Vogelart, die zu den Nashornvögeln (Bucerotidae) gehört. Sie kommt in der myanmarischen Tanintharyi-Region und dem unmittelbar anschließenden westlichen Thailand vor und hat das kleinste Verbreitungsgebiet aller Nashornvögel.

## Merkmale
Der Tickellhornvogel ist ein mittelgroßer Hornvogel und erreicht eine Gesamtlänge von 60 bis 65 Zentimeter. Männchen werden 850 bis 912 g schwer, Weibchen erreichen ein Gewicht von 683 bis 797 g. Das Gefieder ist auf dem Rücken dunkelbraun, an Brust und Bauch rotbraun. Beim Männchen ist die rotbraune Färbung von Brust und Bauch sehr viel deutlicher ausgeprägt. Der Schnabel der Männchen ist hellgelb, bei den Weibchen ist er dunkelbraun. Jungvögel ähneln den adulten Männchen, zeigen jedoch ein helleres braun.

## Lebensraum und Lebensweise
Der Lebensraum des Tickellhornvogels ist von Hügeln und Bergen geprägt. Dort kommt er bis in einer Höhe von 1500 Metern in immergrünen und laubabwerfenden, dichten Wäldern mit hohen Bäumen vor. Über die Lebensweise der Art ist nur wenig bekannt. Wahrscheinlich ist er ein Standvogel und ernährt sich ähnlich wie der nah verwandte Austenhornvogel (Anorrhinus austeni) von Früchten, vor allem von Feigen, und von Kleintieren. Er vermehrt sich von Februar bis April. Wie andere Hornvögel brütet der Tickellhornvogel in großen, natürlichen Baumhöhle in Höhen von 3,5 bis 8 Metern. Die Vögel brüten in Gruppen mit einem dominanten Paar und mehreren männlichen Helfern.

## Systematik
Der Tickellhornvogel wurde 1855 durch den englischen Zoologen Edward Blyth erstmals wissenschaftlich beschrieben und zu Ehren des britischen Ornithologen Samuel Tickell benannt. Zusammen mit dem Austenhornvogel und dem Kurzschopfhornvogel (Anorrhinus galeritus) bildet er die Gattung der Braunhornvögel (Anorrhinus), die 1849 durch den deutschen Naturwissenschaftler Ludwig Reichenbach eingeführt wurde. Einige Autoren stellen ihn jedoch zusammen mit dem Austenhornvogel in die Gattung Ptilolaemus und oft wird er auch als konspezifisch mit dem Austenhornvogel angesehen.

## Gefährdung
Der Tickellhornvogel gilt als potenziell gefährdet (Near Threatened). Er hat das kleinste Verbreitungsgebiet aller Nashornvögel. Lebensraumverlust durch illegale Abholzung und die Ausbreitung landwirtschaftlicher Nutzflächen stellen die größte Bedrohung für den Bestand der Art dar.